# Militaire du contingent

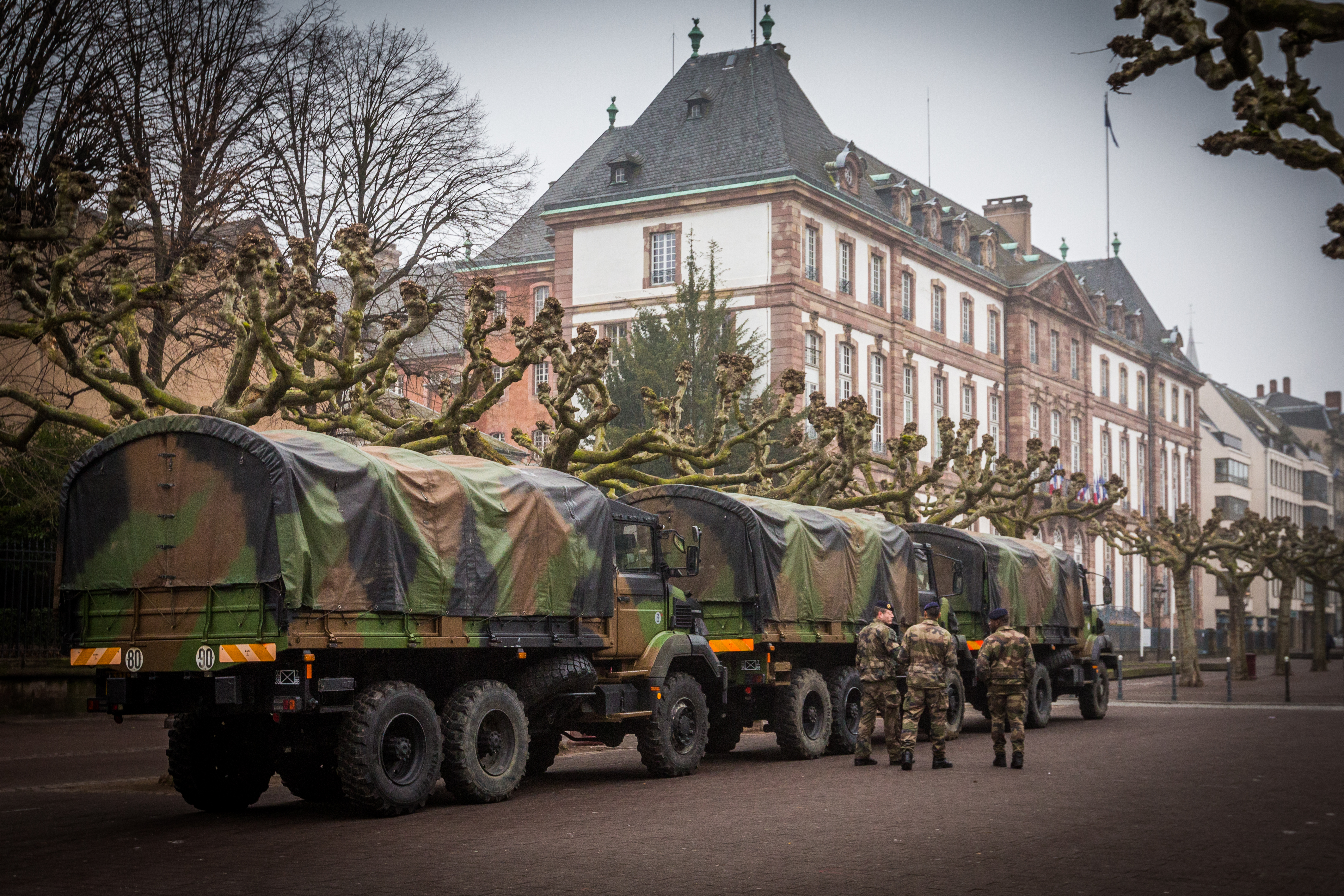
Militaires français en opération sentinelle en 2 2015

Les militaires du contingent sont tous les hommes de nationalité française servant pendant la durée légale, quel que soit leur grade, qu'ils soient engagés ou appelés.